# Akron (Indiana)
Akron es un pueblo ubicado en el condado de Fulton en el estado estadounidense de Indiana. En el Censo de 2010 tenía una población de 1167 habitantes y una densidad poblacional de 985,95 personas por km².

## Geografía
Akron se encuentra ubicado en las coordenadas 41°2′20″N 86°1′30″O / 41.03889, -86.02500. Según la Oficina del Censo de los Estados Unidos, Akron tiene una superficie total de 1.18 km², de la cual 1.18 km² corresponden a tierra firme y (0%) 0 km² es agua.

## Demografía
Según el censo de 2010, había 1167 personas residiendo en Akron. La densidad de población era de 985,95 hab./km². De los 1167 habitantes, Akron estaba compuesto por el 74.21% blancos, el 0% eran afroamericanos, el 1.89% eran amerindios, el 0% eran asiáticos, el 0% eran isleños del Pacífico, el 22.45% eran de otras razas y el 1.46% pertenecían a dos o más razas. Del total de la población el 30.08% eran hispanos o latinos de cualquier raza.